# Alfons Brijdenbach
Alfons Brijdenbach (Bélgica, 12 de octubre de 1954-8 de mayo de 2009) fue un atleta belga especializado en la prueba de 400 m, en la que consiguió ser campeón europeo en pista cubierta en 1977.

## Carrera deportiva
En el Campeonato Europeo de Atletismo en Pista Cubierta de 1977 ganó la medalla de oro en los 400 metros, con un tiempo de 46.53 segundos, por delante del francés Francis Demarthon (plata con 47.11 segundos) y el polaco Marian Gęsicki  (bronce con 47.21 segundos).